# Louis Henry (Rennfahrer)
François Louis Henry (* 16. Dezember 1896 in La Guéroulde; † 29. Oktober 1967 in Bussy-Saint-Georges) war ein französischer Autorennfahrer.

## Karriere als Rennfahrer
Louis Henry war in seiner Karriere einmal beim 24-Stunden-Rennen von Le Mans am Start. 1924 fuhr er gemeinsam mit Jean Vaurez einen G.R.P. Nach einem Defekt am Fahrzeug konnte er das Rennen nicht beenden.

## Statistik

### Le-Mans-Ergebnisse
| Jahr | Team                 | Fahrzeug   | Teamkollege | Platzierung | Ausfallgrund |
| ---- | -------------------- | ---------- | ----------- | ----------- | ------------ |
| 1924 | Georges et René Paul | G.R.P. 9CV | Jean Vaurez | Ausfall     | Motorschaden |